# Marchia
Marchia, margrabstwo (łac., niem. mark) – teren przygraniczny Imperium Karolińskiego, a później Świętego Cesarstwa Rzymskiego, zorganizowany jako struktura feudalno-wojskowa. Celem istnienia marchii była ochrona cesarstwa przed najazdami z zewnątrz, dlatego tworzono je na szczególnie zagrożonych odcinkach granic. Pan feudalny marchii – margrabia (markgraf) – podlegał bezpośrednio cesarzowi i miał większy zakres samodzielności niż hrabia zarządzający hrabstwem w głębi kraju.

## Lista marchii
Karolińskie:
- Marchia Bretońska (753-851)
- Marchia Istryjska (789-1364)
- Marchia Hiszpańska (795-797)
- Marchia Awarska (796-830)
  - Marchia Panońska (830-950)
- Marchia Duńska (810-1038)

Bawarskie:
- Marchia Naddunajska (803-976)
  - Marchia Karyncka (889-976)
  - Marchia Styryjska (976-1180)
  - Marchia Wschodnia/Austriacka (976-1156)
  - Marchia Karnioli (1040-1364)
- Marchia Nordgau (806-1329)

Włoskie:
- Marchia Friulska (846-924)
  - Marchia Werony (952-1167)
- Marchia toskańska (846–1115)
- Marchia Monferrato (961-1574)

Saskie:
- Marchia Billungów (936-983)
- Marchia Wschodnia/Saska (937-966)
  - Marchia Merseburska (966-982)
  - Marchia Życka (Zeitz) (966-982)
  - Marchia Miśnieńska (966-1423)
  - Marchia Łużycka (966-1367)
  - Marchia Północna (966-1157)
    - Marchia Brandenburska (1157-1701)
      - Kurmarchia
        - Stara Marchia
        - Marchia Środkowa
        - Marchia Wkrzańska

      - Nowa Marchia

Inne:
- Marchie Walijskie (1086-1535)
- Marchia Morawska (1182-1918)
- Marchia Ankońska (1210-1798)
- Marchia Graniczna Poznańsko-Zachodniopruska (1922-1938)